# Saint Clara
 For alternative betydninger, se Clara. (Se også artikler, som begynder med Clara)
Clara Finderup Toft Simonsen (født 24. august 2000 i Aarhus), kendt som Saint Clara eller tidligere Clara, er en dansk singer-songwriter. Hun er blandt andet kendt for radiohits som "Crazy" og "Girl Like You".

## Baggrund
Clara fik som 15-årig en udviklingskontrakt med Sony Music. I november 2017 debuterede hun med singlen "What They Say" og senere EP'en Dress Like You're Already Famous. I august 2018 udgav hun sit debutalbum August Eighteen, som blandt andet indeholdt numrene "Foolish" og "Slippin'".
I november 2019 spillede Clara tolv koncerter rundt omkring i Danmark i forbindelse med sin danmarksturné.
27. marts 2020 udgav Clara sit andet album, Growing Up Sucks, der indeholdt sange som "Girl Like You"' og "Nobody's Lover". Sidstnævnte er en duet med Lord Siva. Den planlagte turné efter albumudgivelsen måtte dog udskydes på grund af Covid-19 epidemien.
I marts 2022 kunne webmediet 'Mig & Århus' sammen med det århusianske spillested Train annoncere, at Clara i løbet af 2022 planlægger et tredje album - denne gang i samarbejde med Phlake-medstifter og -producer Jonathan Elkær. Ved samme lejlighed blev første-singlen "Energies Don't Lie" præsenteret, og koncerter i flere større danske byer i starten af 2023 blev annonceret.
3. juni 2022 udkom singlen "Weirdo" som det andet udspil fra det kommende album.

## Priser
I løbet af både 2019 og 2020 blev Clara nomineret ved forskellige danske prisoverrækkelser: P3 Guld, GAFFA-Prisen, Zulu Awards og Danish Music Awards.
Ved Danish Music Awards 2019 vandt hun prisen som "Årets Nye Danske Navn".

## Privat
Clara er niece til forfatter Renée Toft Simonsen og dermed kusine til den afdøde musiker Hugo Helmig. 

## Diskografi

### Album
- August Eighteen (2018)
- Growing Up Sucks (2020)
- Off (2022)

### EP'er
- Dress Like You're Already Famous (2017)

### Singler
| År   | Title                            | Peak chart positioner | Album             |
| År   | Title                            | DEN                   | Album             |
| ---- | -------------------------------- | --------------------- | ----------------- |
| 2017 | "What They Say"                  |                       | August Eighteen   |
| 2017 | "Stop Pretending"                |                       | August Eighteen   |
| 2017 | "Suffocating"                    |                       | August Eighteen   |
| 2018 | "Foolish"                        |                       | August Eighteen   |
| 2018 | "Slippin'"                       |                       | August Eighteen   |
| 2018 | "Liar" (feat. Rosegold)          |                       | August Eighteen   |
| 2019 | "Crazy"                          |                       | Non-album singles |
| 2019 | "Legend"                         |                       | Growing Up Sucks  |
| 2020 | "Thank Me Later"                 |                       | Growing Up Sucks  |
| 2020 | "Growing Up Sucks"               |                       | Growing Up Sucks  |
| 2020 | "Girl Like You"                  |                       | Growing Up Sucks  |
| 2020 | "Nobody's Lover" (med Lord Siva) |                       | Growing Up Sucks  |
| 2022 | "Energies Don't Lie"             |                       | Off               |
| 2022 | "Weirdo"                         |                       | Off               |